# Иван Шантек
Иван Шантек (Загреб, 23. април 1932 — Загреб, 14. април 2015) био је југословенски фудбалски репрезентативац. Играо је у средњем реду.
Поникао у омладинској екипи Загреб, а кад се развио у модерног халфа и посебно истакао дугим додавањима, 1957. је постао члан загребачког Динама у коме је до 1963. одиграо 211 утакмица и постигао седам голова, а 1958. године освојио и титулу првака Југославије. Кад је 1963. напустио Динамо, каријеру је наставио и 1966. завршио у аустријској екипи Вакер из Инзбрука.
Уз пет утакмица за „Б“ репрезентацију (1956-59) и 12 за младу репрезентацију (1954-56), одиграо је и шест утакмица за најбољу селекцију Југославије. Дебитовао је 28. новембра 1956. против екипе САД (9:1) на олимпијском турниру у Мелбурну (Аустралија) на коме је наша репрезентација освојила сребрну медаљу, а последњу утакмицу одиграо је 14. септембра 1958. против Аустрије (4:3) у Бечу.
Након играчке каријере, дуго је био секретар школе „Маршал Тито“ у Пречком, а такође и тренер нижеразредне екипе НК Рудеш.